# Безыменский, Лев Александрович
Лев Алекса́ндрович Безыме́нский (30 декабря 1920, Казань, — 26 июня 2007, Москва) — советский и российский писатель, журналист и историк-германист, военный переводчик. Кандидат исторических наук. Участник Великой Отечественной войны.

## Биография
Сын поэта Александра Безыменского.
В 1938 году поступил на философский факультет Московского института философии, истории и литературы. В августе 1941 года был мобилизован и направлен рядовым в запасной инженерный полк. Прошёл обучение на курсах военных переводчиков и в военном институте иностранных языков. С мая 1942 года служил на Юго-Западном фронте офицером радиодивизиона особого назначения. В декабре 1942 года назначен военным переводчиком в разведотделе штаба Донского фронта, которым командовал Рокоссовский. В качестве переводчика Безыменский принимал участие в допросах фельдмаршала Паулюса, Геринга, Кейтеля и других пленных немецких генералов.
1 мая 1945 года Лев Безыменский переводил для маршала Жукова письмо Геббельса и Бормана, в котором они сообщали о смерти Гитлера.
В 1946 году Лев Безыменский демобилизовался из армии и продолжил учёбу уже на философском факультете Московского государственного университета. В 1948 году он окончил МГУ и поступил на работу литсотрудником в редакцию журнала «Новое время».
Работал корреспондентом журнала на Берлинской и Женевской сессиях Совета министров иностранных дел четырёх держав. В 1972 году защитил диссертацию на соискание учёной степени кандидата исторических наук по теме «Особая папка „Барбаросса“. Документальная повесть». Был членом Совета Центра германских исторических исследований при Институте всеобщей истории РАН.
Похоронен на Новодевичьем кладбище.

## Награды
- Ордена Отечественной войны 1-й и 2-й степени
- Орден Трудового Красного Знамени
- Орден Красной Звезды
- Орден «Знак Почёта»
- Медаль «За боевые заслуги»
- Медаль «За оборону Сталинграда»
- Медаль «За освобождение Варшавы»
- Медаль «За взятие Берлина»
- Медаль «За Победу над Германией в Великой Отечественной войне 1941-1945 гг.»
- Премия журнала «Знамя» (1984 год)